# Dalea formosa
Dalea formosa är en ärtväxtart som beskrevs av John Torrey. Dalea formosa ingår i släktet Dalea, och familjen ärtväxter. IUCN kategoriserar arten globalt som livskraftig. Inga underarter finns listade i Catalogue of Life.

## Bildgalleri

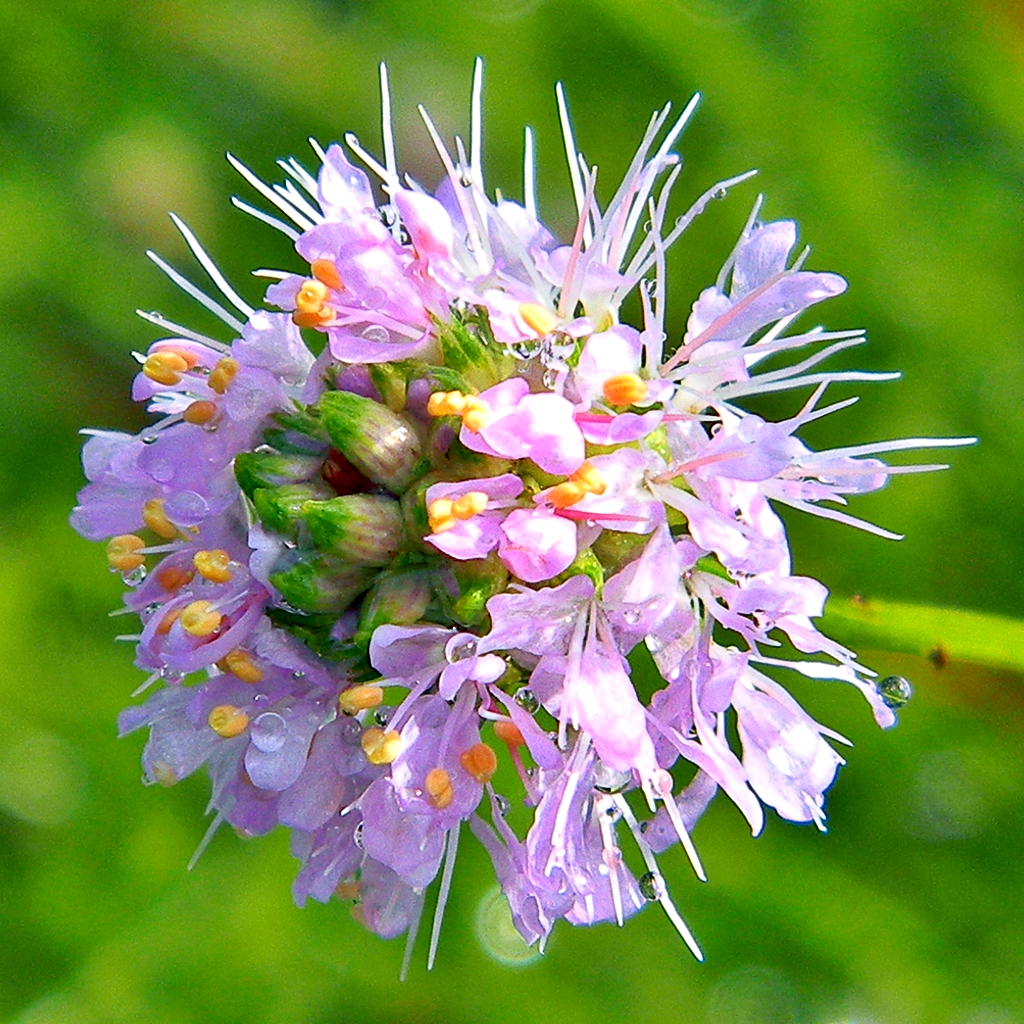
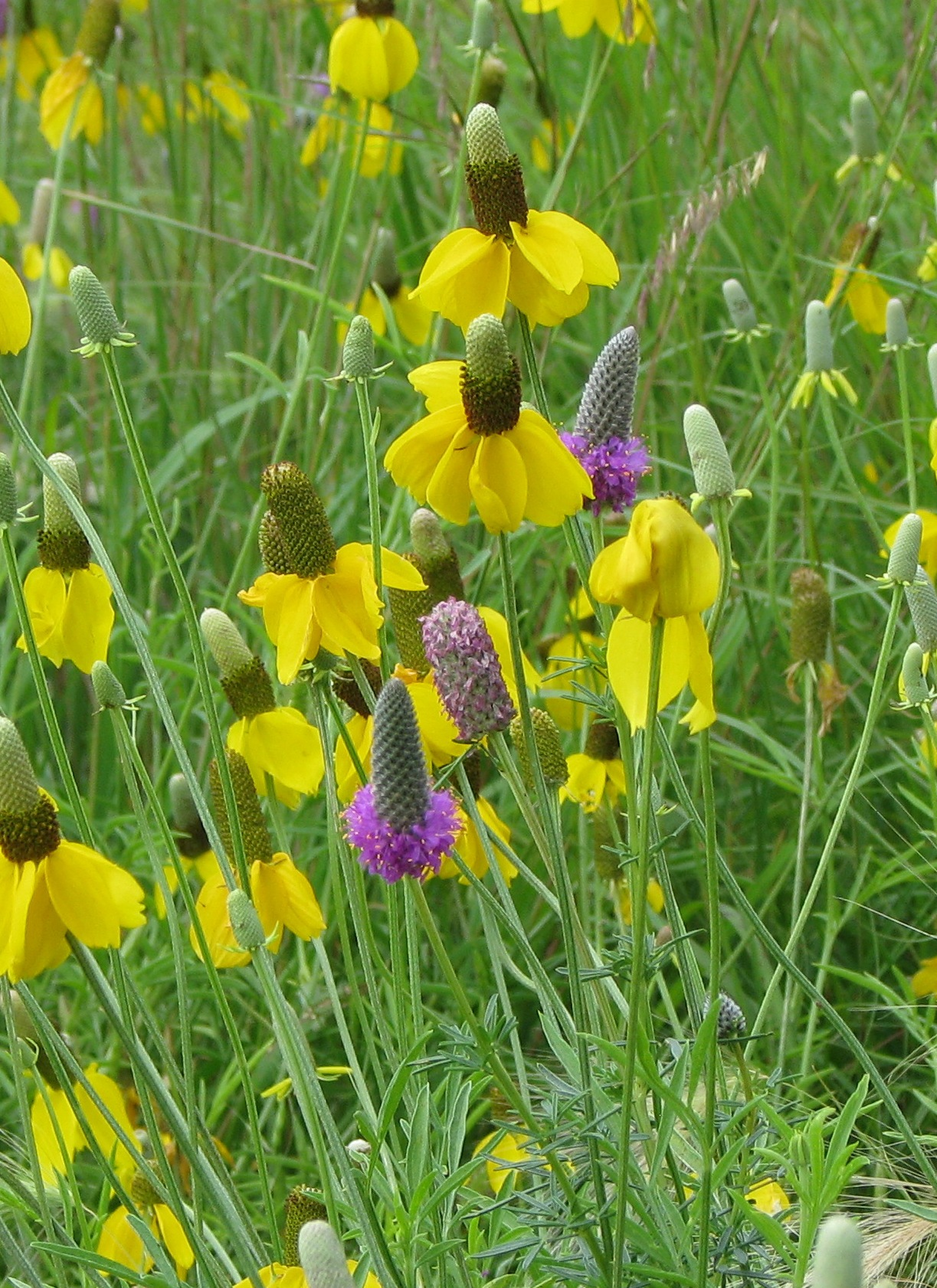